# カプライト
カプライトとは、BIGLOBEが運営していた、メールマガジンを配信するサービス。2010年3月29日13:00にすべてのサービスを終了した。

## 概要
日本国内でインターネットサービスプロバイダがメールマガジン代理発行を行っているのは、
他にはYahoo!メルマガがある。
まぐまぐ、melma!、Yahoo!メルマガと同様に、登録すれば無料でメールマガジンが発行できる（事前に審査が必要）。また、バックナンバーの閲覧、メールマガジンの登録などをすることができる。
（Yahoo!メルマガは2010年4月20日にすべてのサービスの提供を終了。）

## 批判
NECビッグローブ株式会社では、キャンペーンに参加するとメールマガジンに登録されることが多い。
また、カプライトでメールマガジンの登録を行うと、公式メールマガジンの"カプライト・ニュース"にも登録される。同社ではBIGLOBEカフェサービスでも会員向けのメールマガジンを配信しており、カプライトとは別に解除を行う必要がある。

## カプライト・ニュース
「カプライト・ニュース」にはメールマガジンの情報と、曜日ごとにジャンルの違うコンテンツを掲載している。
「ウィークリー・カプライト・ニュース」には、田代沙織をパーソナリティにした"カプ喜利"のコンテンツがある。
また、木曜日に配信される"くじ付★Weekly"では、毎週1名に1万円分の商品券が当たる"占いくじ"を引くことができる。